# Großer Preis von Italien 1954
Der Große Preis von Italien 1954 (offiziell XXV Gran Premio d’Italia) fand am 5. September auf dem Autodromo Nazionale di Monza in Monza statt und war das achte Rennen der Automobil-Weltmeisterschaft 1954.

## Bericht

### Hintergrund
In der Fahrerwertung hatte sich Juan Manuel Fangio bereits den Weltmeistertitel 1954 gesichert. Da Fangio alle Rennen der Saison 1954, mit Ausnahme von Silverstone und dem Indianapolis-500-Rennen gewonnen hatte, versuchte die Konkurrenz auf dem Hochgeschwindigkeitskurs in Monza nun die überlegenen Mercedes zu schlagen.
Das langerwartete Debüt des neuen Lancia-Teams wurde erneut verschoben, da der Wagen weiterhin nicht fertig war. Die Hoffnung der italienischen Motorsportfans ruhte damit auf den italienischen Teams Ferrari und Maserati, denen in diesem Rennen Siegchancen zugerechnet wurden.
Während Mercedes wie in den vorausgegangenen Rennen auf die Fahrerkombination Fangio, Karl Kling und Hans Herrmann setzte, ging Ferrari mit fünf Wagen an den Start, Alberto Ascari kehrte für dieses Rennen zu seinem Team zurück, mit dem er 1952 und 1953 Weltmeister wurde.
Maserati setzte in diesem Rennen sechs Wagen ein und holte zusätzlich Luigi Villoresi und den erfahrenen Ferrari-Fahrer Louis Rosier ins Team sowie Luigi Musso, der 1953 beim Großen Preis von Italien den Wagen seines Teamkollegen Sergio Mantovani im Rennen übernahm. Damit absolvierte Musso sein erstes komplettes Rennwochenende, ebenso wie Giovanni de Riu, der in einem privaten Maserati startete. Dies blieb für de Riu aber der einzige Formel-1-Grand-Prix seiner Karriere. Während Rosier für Maserati fuhr, ging Robert Manzon für dessen Team Ecurie Rosier in einem privaten Ferrari an den Start. Peter Collins fuhr das zweite Rennen für Vanwall, dem Team, das 1958 den ersten Konstrukteursweltmeistertitel gewann. Fred Wacker und Jorge Daponte fuhren den letzten Grand Prix ihrer Formel-1-Karrieren.
Mit Ascari (dreimal) und Fangio (einmal) traten zwei ehemalige Sieger zu diesem Grand Prix an.

### Training
Mercedes brachte im Training für Fangio und Kling wieder den Wagen mit der stromlinienförmigen Vollverkleidung zum Einsatz, da Monza als Hochgeschwindigkeitsstrecke dieser Karosserieform entgegenkam. Fangio fuhr erneut die schnellste Trainingszeit. Der geringe Abstand von wenigen Zehntelsekunden auf die Konkurrenz von Ferrari und Maserati zeigte, dass die italienischen Top-Teams im Training mit den Mercedes mithalten konnten. Ascari erreichte bei seinem Comeback auf Anhieb Startreihe eins mit der zweitbesten Zeit, Dritter des Trainings wurde Stirling Moss, der die starke Form der vorherigen Rennen bestätigen konnte. Allerdings galt er zu dieser Zeit als materialzerstörender Fahrer, was seine vielen technischen Ausfälle in früheren Rennen belegten, bei denen er jeweils in aussichtsreicher Position liegend ausschied. In Startreihe zwei gingen der zweite Mercedes von Kling, der Ferrari des Weltmeisterschaftszweiten José Froilán González und ein Maserati von Villoresi ins Rennen. Der Mercedes von Herrmann ohne die Vollverkleidung erreichte Platz acht. Collins stellte seinen Vanwall auf einen enttäuschenden 16. Startplatz und das finanziell schwache Gordini-Team erreichte mit Jean Behra Platz zwölf.

### Rennen

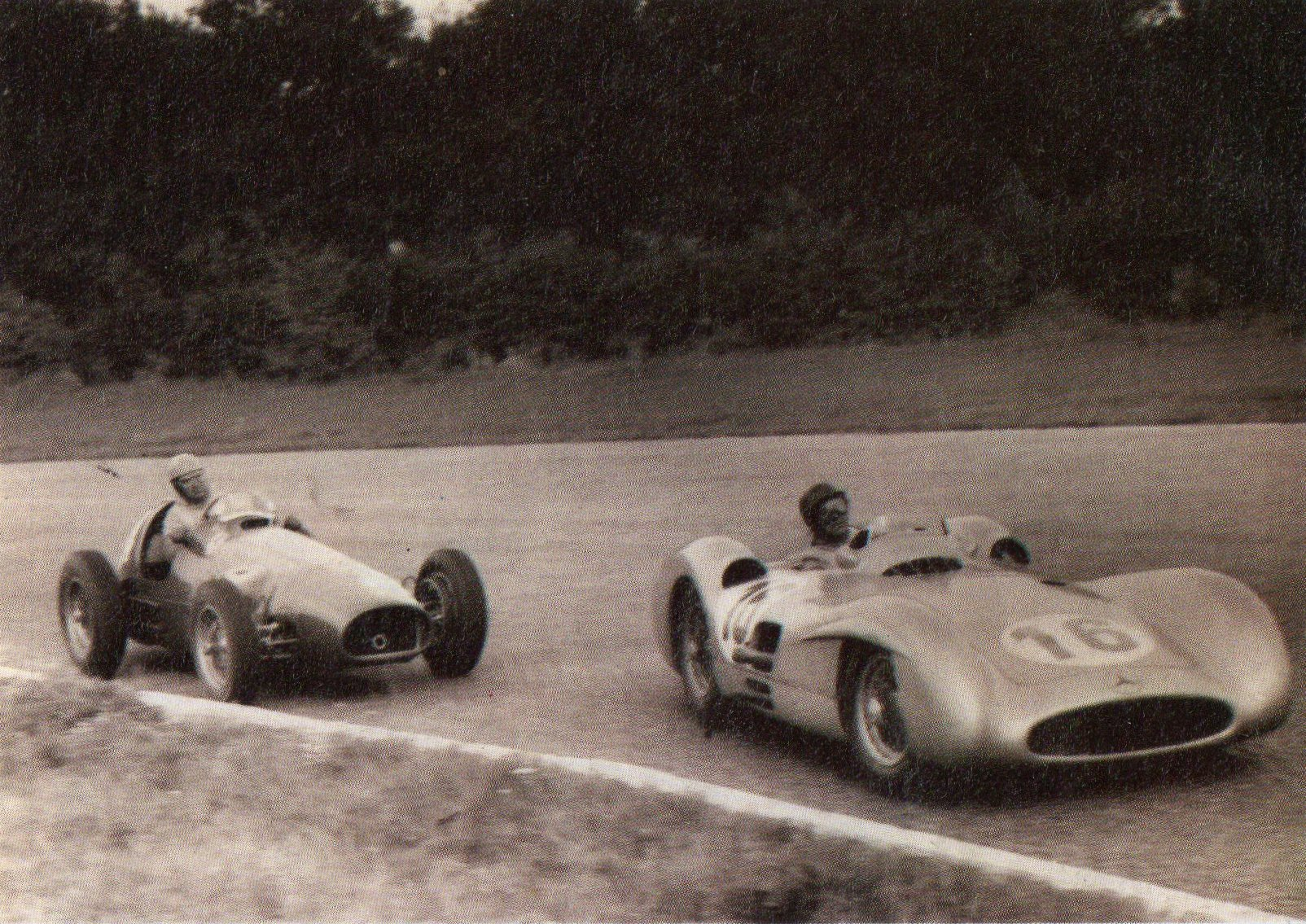
Fangio vor Ascari

Das Autodromo Nazionale Monza bot in den 1950er-Jahren immer spannende Rennen, da die langen Geraden und die berühmten Steilkurven viele Möglichkeiten für Überholmanöver boten. Die Rennen waren meist durch Windschattenduelle, häufige Führungswechsel und eine große Anzahl an Überholvorgängen bestimmt. Bereits am Start ging Kling, von Platz vier aus gestartet, in Führung vor Fangio, Ascari und González. Die Mercedes führten das Feld die nächsten Runden an, konnten aber keinen Vorsprung auf die Konkurrenz aufbauen.
In Runde 4 führte ein Fahrfehler von Kling dazu, dass Fangio die Führung des Rennens übernahm. Kling fiel bis auf Platz 5 zurück, konnte das Rennen aber fortsetzen. Zur Freude der italienischen Fans überholte Ascari den Mercedes von Fangio und zeigte damit, dass der Mercedes auf Hochgeschwindigkeitskursen nicht unschlagbar ist. Hinter den beiden kämpfte Moss mit González um Platz 3, den Moss für sich beanspruchte, nachdem González mit einem Getriebeschaden das Rennen aufgab. Doch für González war das Rennen damit nicht ganz verloren, denn 1954 durfte man noch den Wagen eines Teamkollegen weiterfahren. Umberto Maglioli wurde vom Team gezwungen, seinen Wagen zur Verfügung zu stellen, sodass González das Rennen wieder aufnehmen und eine Aufholjagd starten konnte. Wenige Runden später schied Roberto Mieres mit einem Aufhängungsschaden aus, und Kling beschädigte seinen Wagen bei einem Unfall so sehr, dass er ebenfalls ausschied.
An der Spitze baute Ascari seinen Vorsprung auf die Verfolger auf 6 Sekunden aus. Ab Runde 15 holte Fangio kontinuierlich auf, Moss überholte González und verbesserte sich auf Rang drei. In Runde 20 war Fangio bereits im Windschatten von Ascari und ging drei Umläufe später für eine Runde in Führung. Anschließend duellierten sich die beiden Fahrer längere Zeit um die Führung.
Villoresi lag auf Rang vier, überholte seinen Teamkollegen Moss, dann Fangio. Ein Zweikampf mit Ascari kam nicht zustande, da er in Runde 49 ausfiel. Daraufhin setzte Moss seine Kontrahenten unter Druck, überholte erst Fangio und im Anschluss übernahm er die Führung von Ascari. Ascari setzte sich gegen Moss zur Wehr und die beiden lieferten sich einen spannenden Kampf um die Spitze, den Ascari für sich entschied. In Runde 48 führte Ascari vor Moss und Fangio, als dem Führenden ein Motorventil brach und er durch den resultierenden Motorschaden ausschied. Moss übernahm die Führung nur für einen kurzen Moment, er musste einen Boxenstopp einlegen, um Öl nachfüllen zu lassen. Anschließend erlitt er erneut einen Motorschaden und schied aus, wurde jedoch mit 9 Runden Rückstand noch im Klassement gewertet. Fangio profitierte von den vielen Ausfällen seiner Kontrahenten, ging in Führung und gewann mit einer Runde Vorsprung das Rennen. Hawthorn stieg im Klassement bis auf Platz zwei auf, González wurde Dritter mit dem Wagen von Maglioli. Die weiteren Punkte gewannen Herrmann im Mercedes und Maurice Trintignant im Ferrari. Wacker verpasste in seinem letzten Rennen die Punkteränge nur knapp; damit blieb das Gordini-Teams weiterhin erfolglos. Collins erzielte im Vanwall einen Achtungserfolg, von Startplatz 16 verbesserte er sich bis auf Platz sieben, hatte im Ziel allerdings fünf Runden Rückstand auf den Sieger Fangio. 
Das war das vorletzte Rennen der Saison. Fangio hatte den Weltmeistertitel bereits sicher, González bestätigte in diesem Rennen vorläufig die Vizeweltmeisterschaft. Nur der Kampf um Platz drei in der Fahrerwertung war noch offen für das Saisonfinale in Spanien; Trintignant und Hawthorn lagen nach Punkten hierbei fast gleichauf. Das Rennen bewies, dass die Konkurrenz von Mercedes aufgeholt hatte, allerdings in der Höchstgeschwindigkeit und Zuverlässigkeit noch unterlegen war.

## Meldeliste
| Team                      | Nr. | Fahrer                | Chassis                               | Motor                | Reifen |
| ------------------------- | --- | --------------------- | ------------------------------------- | -------------------- | ------ |
| Giovanni de Riu           | 02  | Giovanni de Riu       | Maserati A6GCM/Maserati 250F          | Maserati 2.5 L4      | P      |
| Ecurie Rosier             | 06  | Robert Manzon         | Ferrari 625F1                         | Ferrari 2.5 L4       | P      |
| Jorge Daponte             | 08  | Jorge Daponte         | Maserati A6GCM/Maserati 250F          | Maserati 2.5 L6      | P      |
| Vandervell Products Ltd   | 10  | Peter Collins         | Vanwall Special                       | Vanwall 2.4 L4       | P      |
| Daimler-Benz AG           | 12  | Hans Herrmann         | Mercedes-Benz W 196                   | Mercedes-Benz 2.5 L8 | C      |
| Daimler-Benz AG           | 14  | Karl Kling            | Mercedes-Benz W 196                   | Mercedes-Benz 2.5 L8 | C      |
| Daimler-Benz AG           | 16  | Juan Manuel Fangio    | Mercedes-Benz W 196                   | Mercedes-Benz 2.5 L8 | C      |
| Officine Alfieri Maserati | 18  | Sergio Mantovani      | Maserati 250F                         | Maserati 2.5 L6      | P      |
| Officine Alfieri Maserati | 20  | Luigi Musso           | Maserati 250F                         | Maserati 2.5 L6      | P      |
| Officine Alfieri Maserati | 22  | Luigi Villoresi       | Maserati 250F                         | Maserati 2.5 L6      | P      |
| Officine Alfieri Maserati | 24  | Roberto Mieres        | Maserati 250F                         | Maserati 2.5 L6      | P      |
| Officine Alfieri Maserati | 26  | Louis Rosier          | Maserati 250F                         | Maserati 2.5 L6      | P      |
| Officine Alfieri Maserati | 28  | Stirling Moss         | Maserati 250F                         | Maserati 2.5 L6      | P      |
| Scuderia Ferrari          | 30  | Maurice Trintignant   | Ferrari 625F1/Ferrari 555 Supersqualo | Ferrari 2.5 L4       | P      |
| Scuderia Ferrari          | 32  | José Froilán González | Ferrari 553 Squalo                    | Ferrari 2.5 L4       | P      |
| Scuderia Ferrari          | 34  | Alberto Ascari        | Ferrari 625F1                         | Ferrari 2.5 L4       | P      |
| Scuderia Ferrari          | 38  | Umberto Maglioli      | Ferrari 625F1                         | Ferrari 2.5 L4       | P      |
| Scuderia Ferrari          | 40  | Mike Hawthorn         | Ferrari 625F1/Ferrari 555 Supersqualo | Ferrari 2.5 L4       | P      |
| Equipe Gordini            | 42  | Fred Wacker           | Gordini Type 16                       | Gordini 2.5 L6       | E      |
| Equipe Gordini            | 44  | Jean Behra            | Gordini Type 16                       | Gordini 2.5 L6       | E      |
| Equipe Gordini            | 46  | Clemar Bucci          | Gordini Type 16                       | Gordini 2.5 L6       | E      |

## Klassifikationen

### Startaufstellung
| Pos. | Fahrer                | Konstrukteur | Zeit   | Start |
| ---- | --------------------- | ------------ | ------ | ----- |
| 01   | Juan Manuel Fangio    | Mercedes     | 1:59,0 | 01    |
| 02   | Alberto Ascari        | Ferrari      | 1:59,2 | 02    |
| 03   | Stirling Moss         | Maserati     | 1:59,3 | 03    |
| 04   | Karl Kling            | Mercedes     | 1:59,6 | 04    |
| 05   | José Froilán González | Ferrari      | 2:00,0 | 05    |
| 06   | Luigi Villoresi       | Maserati     | 2:00,2 | 06    |
| 07   | Mike Hawthorn         | Ferrari      | 2:00,2 | 07    |
| 08   | Hans Herrmann         | Mercedes     | 2:01,4 | 08    |
| 09   | Sergio Mantovani      | Maserati     | 2:01,6 | 09    |
| 10   | Roberto Mieres        | Maserati     | 2:01,7 | 10    |
| 11   | Maurice Trintignant   | Ferrari      | 2:02,3 | 11    |
| 12   | Jean Behra            | Gordini      | 2:02,4 | 12    |
| 13   | Umberto Maglioli      | Ferrari      | 2:03,5 | 13    |
| 14   | Luigi Musso           | Maserati     | 2:03,5 | 14    |
| 15   | Robert Manzon         | Ferrari      | 2:04,7 | 15    |
| 16   | Peter Collins         | Vanwall      | 2:05,2 | 16    |
| 17   | Clemar Bucci          | Gordini      | 2:05,5 | 17    |
| 18   | Fred Wacker           | Gordini      | 2:08,0 | 18    |
| 19   | Jorge Daponte         | Maserati     | 2:09,5 | 19    |
| 20   | Louis Rosier          | Maserati     | 2:11,0 | 20    |

### Rennen
| Pos. | Fahrer                                 | Konstrukteur | Runden | Stopps | Zeit        | Start | Schnellste Runde |
| ---- | -------------------------------------- | ------------ | ------ | ------ | ----------- | ----- | ---------------- |
| 01   | Juan Manuel Fangio                     | Mercedes     | 80     |        | 2:47:47,9   | 01    |                  |
| 02   | Mike Hawthorn                          | Ferrari      | 79     |        | + 1 Runde   | 07    |                  |
| 03   | Umberto Maglioli José Froilán González | Ferrari      | 78     |        | + 2 Runden  | 13    |                  |
| 04   | Hans Herrmann                          | Mercedes     | 77     |        | + 3 Runden  | 08    |                  |
| 05   | Maurice Trintignant                    | Ferrari      | 75     |        | + 5 Runden  | 11    |                  |
| 06   | Fred Wacker                            | Gordini      | 75     |        | + 5 Runden  | 18    |                  |
| 07   | Peter Collins                          | Vanwall      | 75     |        | + 5 Runden  | 16    |                  |
| 08   | Louis Rosier                           | Maserati     | 74     |        | + 6 Runden  | 20    |                  |
| 09   | Sergio Mantovani                       | Maserati     | 74     |        | + 6 Runden  | 09    |                  |
| 10   | Stirling Moss                          | Maserati     | 71     |        | + 9 Runden  | 03    |                  |
| 11   | Jorge Daponte                          | Maserati     | 70     |        | + 10 Runden | 19    |                  |
| –    | Alberto Ascari                         | Ferrari      | 48     |        | DNF         | 02    |                  |
| –    | Luigi Villoresi                        | Maserati     | 42     |        | DNF         | 06    |                  |
| –    | Karl Kling                             | Mercedes     | 36     |        | DNF         | 04    |                  |
| –    | Roberto Mieres                         | Maserati     | 34     |        | DNF         | 10    |                  |
| –    | Luigi Musso                            | Maserati     | 32     |        | DNF         | 14    |                  |
| –    | José Froilán González                  | Ferrari      | 16     |        | DNF         | 05    | 2:00,8 (02.)     |
| –    | Robert Manzon                          | Ferrari      | 16     |        | DNF         | 15    |                  |
| –    | Clemar Bucci                           | Gordini      | 13     |        | DNF         | 17    |                  |
| –    | Jean Behra                             | Gordini      | 2      |        | DNF         | 12    |                  |

## WM-Stand nach dem Rennen
Die ersten fünf bekamen 8, 6, 4, 3 bzw. 2 Punkte; einen Punkt gab es für die schnellste Runde. Beim Großen Preis von Großbritannien teilten sich sieben Fahrer die schnellste Runde, sodass jeder 1/7 eines Punktes, also 0,14 Punkte erhielt. Es zählten nur die vier besten Ergebnisse aus acht Rennen.

### Fahrerwertung
| Pos. | Fahrer                  | Konstrukteur        | Punkte        |
| ---- | ----------------------- | ------------------- | ------------- |
| 01   | Juan Manuel Fangio      | Maserati / Mercedes | 42 (53,14)    |
| 02   | José Froilán González   | Ferrari             | 25,14 (26,64) |
| 03   | Maurice Trintignant     | Ferrari             | 17            |
| 04   | Mike Hawthorn           | Ferrari             | 16,64         |
| 05   | Karl Kling              | Mercedes            | 10            |
| 06   | Hans Herrmann           | Mercedes            | 8             |
| 07   | Bill Vukovich           | Kurtis Kraft        | 8             |
| 08   | Giuseppe Farina         | Ferrari             | 6             |
| 09   | Jimmy Bryan             | Kuzma               | 6             |
| 10   | Jack McGrath            | Kurtis Kraft        | 5             |
| 11   | Stirling Moss           | Maserati            | 4,14          |
| 12   | Onofre Marimón †        | Maserati            | 4,14          |
| 13   | Robert Manzon           | Ferrari             | 4             |
| 14   | Sergio Mantovani        | Maserati            | 4             |
| 15   | Roberto Mieres          | Maserati            | 3             |
| 16   | Prinz Bira              | Maserati            | 3             |
| 17   | Élie Bayol              | Gordini             | 2             |
| 18   | André Pilette           | Gordini             | 2             |
| 19   | Mike Nazaruk            | Kurtis Kraft        | 2             |
| 20   | Luigi Villoresi         | Maserati            | 2             |
| 21   | Umberto Maglioli        | Ferrari             | 2             |
| 22   | Troy Ruttman            | Kurtis Kraft        | 1,5           |
| 23   | Duane Carter            | Kurtis Kraft        | 1,5           |
| 24   | Jean Behra              | Gordini             | 0,14          |
| 25   | Alberto Ascari          | Maserati / Ferrari  | 0,14          |
| 26   | Emmanuel de Graffenried | Maserati            | 0             |
| 27   | Piero Taruffi           | Ferrari             | 0             |
| 28   | Ken Wharton             | Maserati            | 0             |

| Pos. | Fahrer                | Konstrukteur       | Punkte |
| ---- | --------------------- | ------------------ | ------ |
| 29   | Fred Wacker           | Gordini            | 0      |
| 30   | Bob Gerard            | Cooper             | 0      |
| 31   | Don Beauman           | Connaught          | 0      |
| 32   | Harry Schell          | Maserati           | 0      |
| 33   | Peter Collins         | Vanwall            | 0      |
| 34   | Jacques Swaters       | Ferrari            | 0      |
| 35   | Leslie Marr           | Connaught          | 0      |
| 36   | Leslie Thorne         | Connaught          | 0      |
| 37   | Horace Gould          | Cooper             | 0      |
| 38   | Louis Rosier          | Ferrari / Maserati | 0      |
| –    | Roger Loyer           | Gordini            | 0      |
| –    | Jorge Daponte         | Maserati           | 0      |
| –    | Paul Frère            | Gordini            | 0      |
| –    | Roy Salvadori         | Maserati           | 0      |
| –    | Lance Macklin         | HWM                | 0      |
| –    | Georges Berger        | Gordini            | 0      |
| –    | Jacques Pollet        | Gordini            | 0      |
| –    | Bill Whitehouse       | Connaught          | 0      |
| –    | Ron Flockhart         | Maserati           | 0      |
| –    | John Riseley-Prichard | Connaught          | 0      |
| –    | Reg Parnell           | Ferrari            | 0      |
| –    | Clemar Bucci          | Gordini            | 0      |
| –    | Peter Whitehead       | Cooper             | 0      |
| –    | Eric Brandon          | Cooper             | 0      |
| –    | Hermann Lang          | Mercedes           | 0      |
| –    | Theo Helfrich         | Klenk Meteor       | 0      |
| –    | Luigi Musso           | Maserati           | 0      |